# Liên Hòa, Kim Thành
Liên Hòa (Hòa Bình) là một xã thuộc huyện Kim Thành, tỉnh Hải Dương, Việt Nam. Đây là vùng đất có lịch sử lâu đời. Dân số chủ yếu là người Kinh ảnh hưởng bởi đạo Phật. Kinh tế chủ yếu là nông nghiệp và dịch vụ. Xã có diện tích 7,45 km², dân số năm 1999 là 7538 người, mật độ dân số 1012 người/km². Năm 2017 dân số của xã là khoảng 8.000 người. Trung tâm xã (cũ) cách tỉnh lộ 188 2,5 km, cách thị trấn Phú Thái 11 km. Tuy nhiên, mới đây vào ngày 01 tháng 12 năm 2024, xã Liên Hòa và xã Bình Dân cạnh đó đã được sáp nhập thành xã Hòa Bình theo Nghị quyết số 1250/NQ-UBTVQH15.

## Lịch sử
Theo bi ký, gia phả và thư tịch của một số dòng họ còn lưu lại, ngay từ thế kỷ thứ VII mảnh đất này đã có người cư trú, đầu tiên là dòng họ Hoàng, theo thời gian các dòng họ khác như Đồng (同), Trần, Vũ, Lê,... cũng tới khai hoang lập nghiệp.
Là vùng đất cổ, tiếp ngay sông lớn thuận tiện giao thông đi các ngả, lại thêm ruộng đồng màu mỡ, địa hình bằng phẳng, cận chốn hiểm yếu giáp nơi quan phòng, sử sách còn ghi, khi trong nước chính trị nhiễu loạn, binh biến xảy ra nhiều vua quan, binh tướng từng về đây lánh nạn, hưng binh, nhiều nhất nhất là nhà Mạc. Trước năm Gia Long thứ nhất (1802), Liên Hòa khi đó tên là Hoàng Xá (黄舍) đã được chọn là lị sở (trung tâm hành chính) của huyện Kim Thành. Sau năm 1802, trung tâm hành chính của huyện Kim Thành mới được chuyển từ Hoàng Xá đến xã Phú Thái (nay là thị trấn Phú Thái) như ngày nay.
Cũng như nhiều làng quê Bắc Bộ khác, trong thời kỳ phong kiến và thực dân nửa phong kiến, đơn vị cấp xã chưa được thiết lập, xã Liên Hòa gồm có 4 làng đều thuộc tổng Phí Gia, lớn nhất là làng cổ Hoàng Xá (làng Vàng) nay được tách ra làm 2 thôn Bắc Thắng và Hưng Hoà, làng Cao Ngô (làng Buộm), cùng với 2 làng Trung Hạng và Lạc Thiện nay hợp lại thành thôn Đồng Hạ.

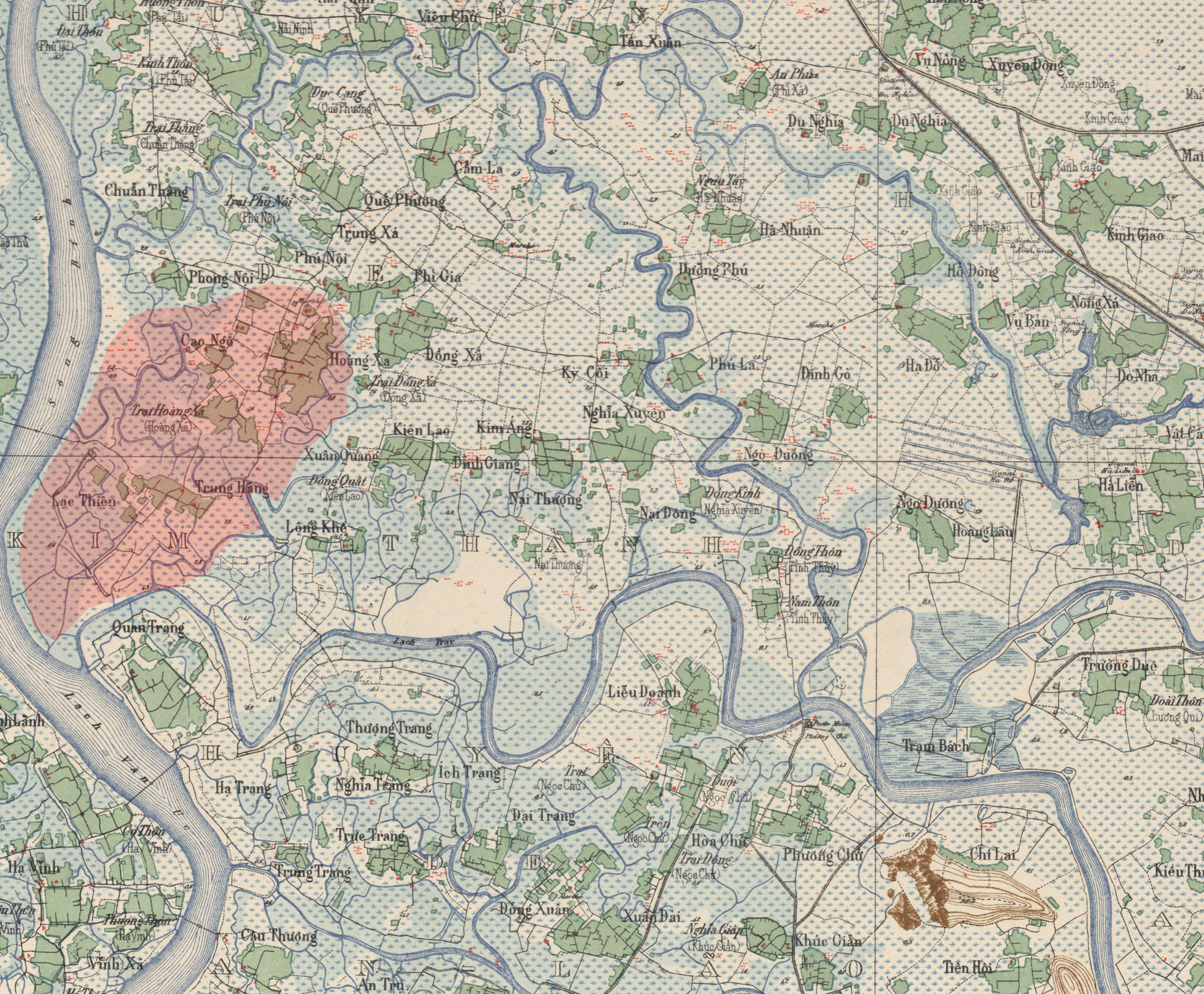
Liên Hòa năm 1907

Năm 1945, theo sự chỉ đạo của Ủy ban Cách mạng lâm thời huyện Kim Thành cùng với sự thống nhất của các cụ bô lão họp tại đình Hoàng Xá, 4 làng hợp nhất thành một đơn vị hành chính mới với tên gọi là xã Liên Hòa. Tên này được sử dụng chính thức cho tới tận ngày nay.

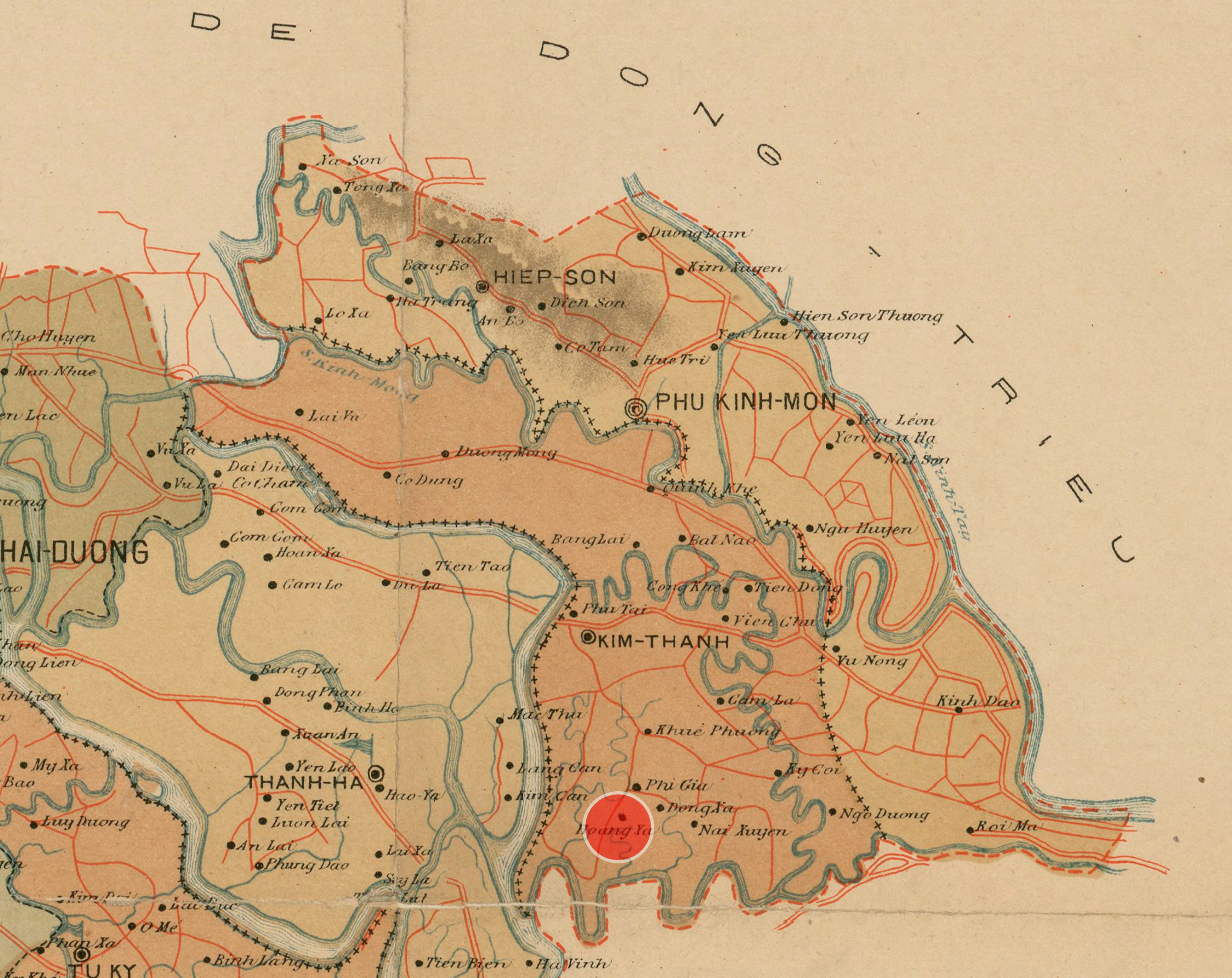
Bản đồ có chứa Liên Hòa (Hoàng Xá) năm 1891

Trước Cách mạng Tháng Tám, thực dân Pháp nhiều lần kéo tới truy lùng Việt Minh, bắt lính bắt phu, càn quét, cướp bóc.
Năm 1951, dưới sự chỉ đạo của mặt trận Việt Minh một trận đánh du kích lớn đã diễn ra tại nhiều nơi trong xã, tiêu diệt được lượng lớn lính viễn chinh Pháp. Thắng lợi lớn nhất phải kể tới trận “gọng kìm” cuối cùng tại khu vực gọi là Trại Mía (nằm trong khoảng giữa chùa Vàng, làng Cao Ngô và làng Phong Nội xã Bình Dân). Trận Trại Mía đã trở thành biểu tượng bất khuất chống giặc ngoại xâm hiện đại của nhân dân Liên Hòa. Hiện nay chính quyền đã cho xây dựng tạm một tấm biển để chỉ cho thế hệ trẻ hiểu hơn về lịch sử cha ông quê hương mình.
Những năm 1999-2000, xã Liên Hòa xảy ra một biến cố lớn về chính trị-trật tự xã hội liên quan tới ruộng đất và chống tham nhũng. Đã có những hành động quá khích của người dân địa phương diễn ra dài ngày khiến cho chính quyền xã phải đóng cửa một thời gian.
Đầu năm 2021, do ảnh hưởng từ dịch bệnh Covid 19, xã Liên Hòa cũng như nhiều địa phương khác trong tỉnh Hải Dương đã tiến hành tự cách ly xã hội đối với các xã xung quanh.Những con đường chính được kiểm soát nghiêm ngặt. Các hoạt động đời thường như đi chợ, làm đồng,...được phân bổ rất hợp lý đến từng gia đình. Nhờ vậy, đến cuối tháng 3, xã Liên Hòa đã được dỡ bỏ cách ly xã hội. Người dân lại được trở lại cuộc sống bình thường.
Vào giai đoạn cuối năm 2024, tỉnh Hải Dương đã có sự thay đổi sáp nhập rất lớn về các đơn vị hành chính cấp xã ở 8 huyện, 1 thị xã và thành phố Hải Dương. Tại huyện Kim Thành, đã có sự thay đổi ở 7 xã và thị trấn Phú Thái. Trong đó xã Liên Hòa đã sáp nhập vào xã Bình Dân chính thức vào ngày 01 tháng 12 năm 2024. Như vậy, trụ sở cũ của xã Liên Hòa tạm thời dừng hoạt động, thay vào đó trụ sở mới của xã Hòa Bình nằm ở trụ sở của xã Bình Dân cũ. Mọi thủ tục hành chính từ thời điểm thay đổi này sẽ diễn ra ở trụ sở mới.

## Di tích lịch sử

### Chùa Vàng
Tên chữ là Hưng Long tự, chùa của làng Hoàng Xá, nằm trong hệ thống thuộc tổ đình Quang Khánh (chùa Muống) chốn tổ của sư Tuệ Nhẫn - Thánh tổ non Đông triều Trần.
Những năm tiêu thổ kháng chiến, không tránh khỏi làn sóng cách mạng, chùa bị phá huỷ hoàn toàn, bị cải tạo thành cơ sở chăn nuôi của hợp tác xã sản xuất. Sau khi hợp tác xã giải thể, với tâm nguyện của nhân dân và sự giúp đỡ của chính quyền chùa đã được phục dựng, qua nhiều đợt trùng tu tới nay cảnh chùa khá khang trang, là nơi sinh hoạt tôn giáo, tinh thần của nhân dân địa phương.
Hiện tại sau hậu viên còn lưu lại được một số mộ tháp cổ của các sư trụ trì. Mộ tháp làm bằng đá xanh, hoa văn tinh tế.

### Đình Hoàng Xá
Đình quay hướng Tây, nằm trên địa phận tiếp giáp giữa hai thôn Hưng Hoà và Bắc Thắng ngày nay. Được xây dựng lâu đời, kiến trúc cổ kính, uy nghi.
Đình thờ ngũ vị thành hoàng gồm: Tứ Dương Thành Phủ Quân Trung Đẳng Thần (泗陽誠府君中等神), Đương Cảnh Thành Hoàng Thiên Tứ Tôn Thần (當境城隍天賜尊神), Quảng Tế Cư Sỹ Tôn Thần (廣濟居士尊神), Cao Thánh Hồ Bà Tôn Thần (高聖湖婆尊神) và Vương Cung Quý Nhân Trịnh Thị Ngọc Tiên Hiệu Đại Minh Tiền Linh Phú Tôn Thần (王宮貴人鄭氏玉僊號大明前靈富尊神). Triều Nguyễn làng nhận được cả thảy 10 đạo sắc phong, cụ thể: Thiệu Trị năm thứ sáu (1846) 2 đạo, Tự Đức năm thứ ba (1849) 1 đạo, Tự Đức năm thứ ba mươi ba (1859) 1 đạo, Đồng Khánh năm thứ hai (1886) 1 đạo, Thành Thái năm thứ nhất (1889) 3 đạo và Duy Tân năm thứ ba (1909) 2 đạo.
Ngoài Đình Hoàng Xá trong làng còn có Đình Tổ, Miếu Cả, Miếu Cầu và Văn Từ. Đình Tổ quay hướng Đông, cách đình Hoàng Xá không xa. Đình thờ các vị có công với làng với nước, các bậc danh khoa đỗ đạt, những người hiền đức hộ quốc cứu dân. Tất cả công lao đức độ đó đều được tổ tiên khắc lên bia đá, lưu truyền cho con cháu muôn đời. Đây là điều đặc biệt nhất trong hệ thống đình làng Việt truyền thống. Miếu Cả và Miếu Cầu quay hướng Nam, Văn Từ quay hướng Đông.
Ngoài các ngày sóc vọng hương khói hàng tháng ra thì Đình, Miếu và Văn Từ của làng Hoàng Xá còn có các ngày tế lễ riêng trong năm như sau:
1. Mồng 1 tháng Giêng: lễ Nguyên Đán tại Đình và 2 Miếu (Miếu Cả, Miếu Cầu) 3 ngày;
2. Mồng 7 tháng Giêng: lễ Thượng Nguyên Khai Quang tại Đình & 2 Miếu 1 ngày;
3. Ngày 20 tháng Giêng: lễ Kỳ Phúc tại Đình, tổ chức rước sắc, thi đấu vật và chèo hát 3 ngày;
4. Mùa Xuân có Xuân Tế tại Văn Từ 1 ngày;
5. Ngày 15 tháng tư có lễ Hạ Điền tại Đình 1 ngày;
6. Ngày 15 tháng bảy có lễ Thượng Điền tại Đình 1 ngày;
7. Ngày 15 tháng tám có lễ Trung Thu và Thường Tân tại Đình 1 ngày;
8. Ngày 15 tháng chín có lễ Kỵ Đức Thành Hoàng tại Miếu Cầu 2 ngày, có xướng ca;
9. Ngày 10 tháng mười có lễ Kỵ Đức Thành Hoàng (2 vị) tại Đình 1 ngày;
10. Ngày 10 tháng mười một làng vào đám (mở hội lớn từ 1 đến 7 ngày) có rước sắc, tế lễ, chèo hát;
11. Tháng mười một có tế chư gia tiên tổ tại Đình Tổ 1 ngày;
12. Ngày 30 tháng chạp (hoặc 29 với năm thiếu) tối có lễ Giao thừa tại Đình và 2 Miếu;

Tiếc rằng cũng vào thời kỳ tiêu thổ kháng chiến, Chính phủ Việt Minh đã ra lệnh đốt phá tất cả, các đạo sắc phong, tế khí,... đều không còn nữa. Trên nền đất 2 Đình, Miếu Cả và Văn Từ giờ đây nhiều hộ dân đã xây dựng nhà cửa và cư trú trên đó, không một dấu tích nào còn sót lại.

### Miếu Cầu

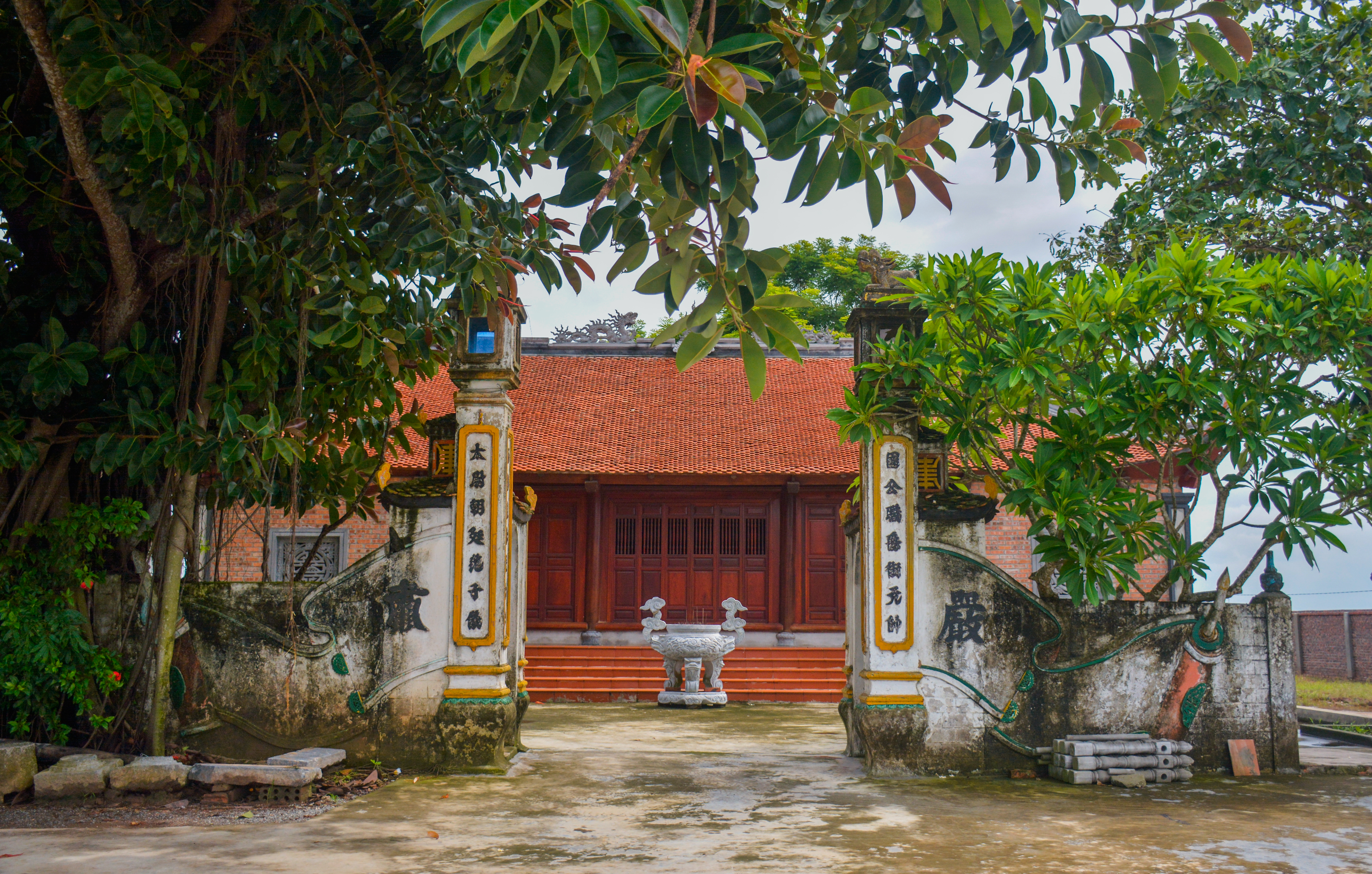
Miếu Vàng ngày nay

Nằm về phía cực nam của làng Hoàng Xá, là miếu thiêng của làng Vàng, xung quanh bao bọc bởi ruộng đồng sông nước, là chốn linh thiêng phụng thờ Nam Hải Đại Vương Phạm Tử Nghi (范子儀) một danh tướng nhà Mạc.
Vào những năm Cách mạnh, toàn bộ khu miếu cổ và bàn thờ đá lộ thiên hoa văn tinh tế đều bị phá huỷ. Tuy nhiên, với những gì còn sót lại trong ký ức của người dân, cùng sự quan tâm nghiêm túc, ta có thể liệt kê được một vài dấu tích còn lại dưới đây:
- Một tấm bia "Hạ Mã" ghi bằng chữ Nho chôn nửa thân dưới gốc cây đa ngay cạnh đường chính dẫn vào. Hiện tại con đường này bị chắn lại bằng bức tường gạch bao mới được xây năm 2018. Nếu vào trong, hướng về sau Miếu là có thể thấy cây đa và bia đá này.
- Dưới gốc cây lim già hàng trăm năm tuổi, còn 4 miếng kê kèo cột bằng đá và 14 tấm đá nhiều hình dạng.
- Ngoài sân trước, cạnh am thờ ông Thiện ông Ác, còn có 2 chiếc cối đá cũ, 2 đế đá kê cột kèo loại to, 8 tấm đá trong đó có một tấm bị khuyết một miếng nhỏ ở giữa phỏng đoán là bộ phận để kê chày gỗ giã gạo bằng chân xưa cùng với 2 lu đá bằng tay.

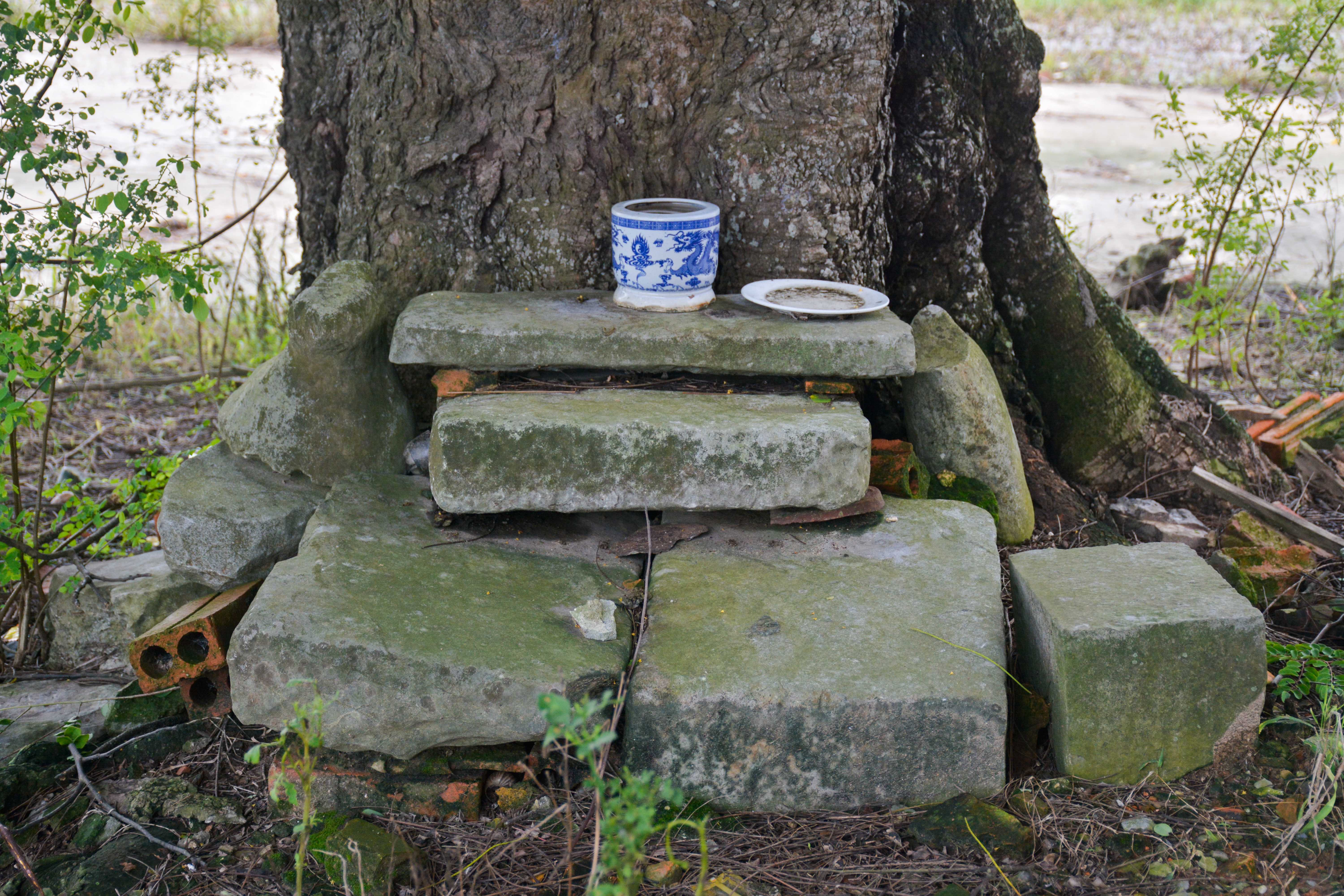
Những phiến đá của Miếu cũ còn sót lại

Năm 1998 nhân dân địa phương và thập phương tín thí khắp nơi hỗ trợ, công đức, trên nền đất cũ nhân dân xã Liên Hòa đã dựng lại được ngôi miếu đường và các công trình phụ trợ để tiếp tục hương hoả nối tiếp phụng thờ. Thánh tượng tướng Phạm Tử Nghi được đặt ngay chính giữa hậu cung, sau tấm rèm đỏ. Trong Miếu cũng phối thờ thêm cố chủ tịch nước Hồ Chí Minh.

### Mộ Hán cổ (Đống Cao)
Nhân dân quen gọi khu mộ cổ này là Đống Cao. Đống Cao có chu vi khoảng 185m, diện tích 1.890m2, trong lòng có ngôi mộ cổ khoảng 2.000 năm (theo nhà nghiên cứu Tăng Bá Hoành), gần Miếu Cầu, chếch về phía phải Trụ sở Ủy ban nhân dân xã khoảng 315m theo đường chim bay. Đây là khu mộ cổ 4 vòm và là ngôi mộ lớn hiếm có ở Việt Nam. Xung quanh, trên dưới có nhiều mồ mả thời xưa táng chồng lên nhau. Khi chưa có nhiều nhà cao tầng, đứng từ trên gò người ta có thể nhìn thấy bao quát gần như toàn xã.

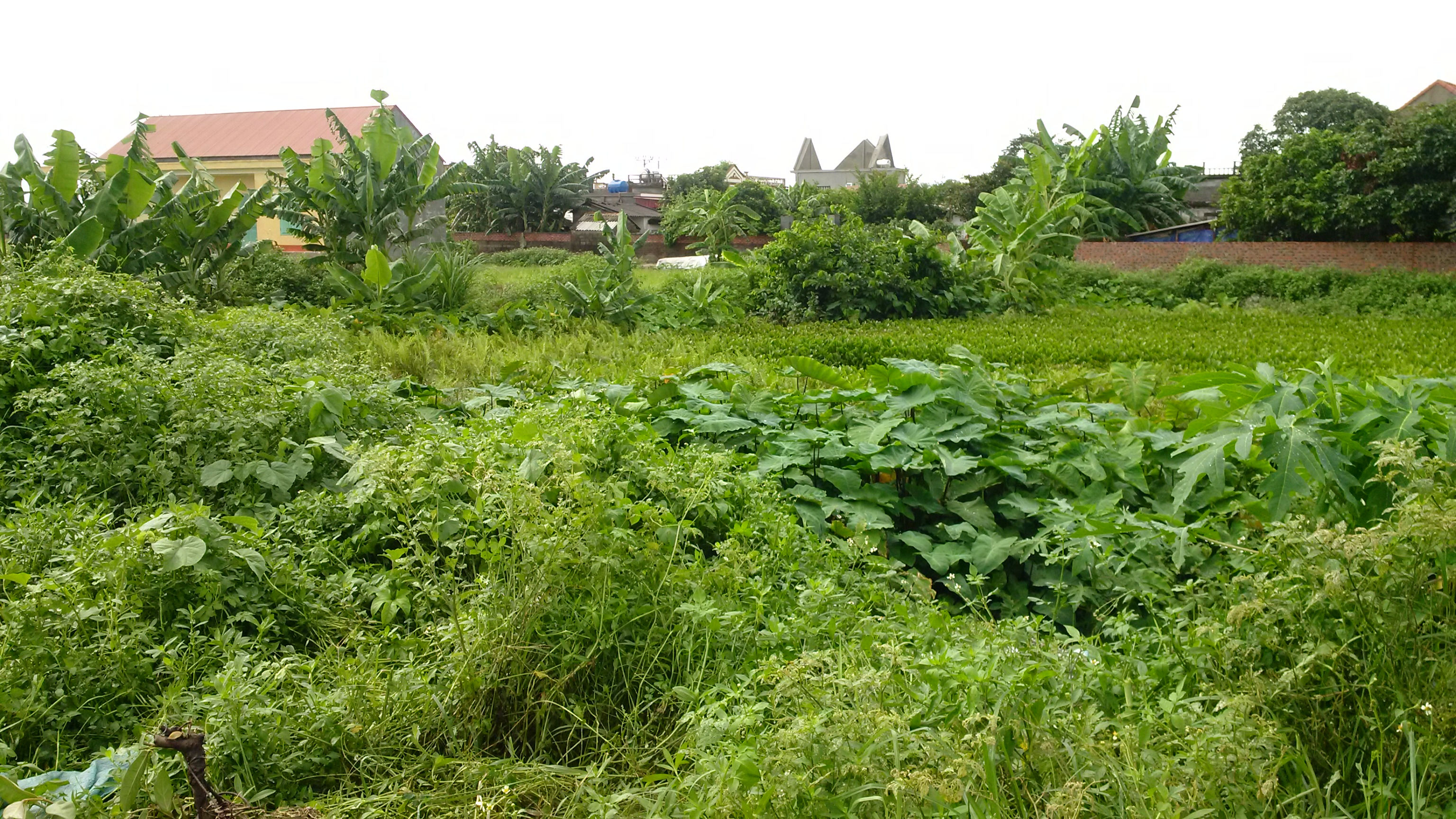
Vị trí mộ cổ Đống Cao còn lại ngày nay

Vào những năm 2000-2003, với tin đồn “trong lòng Đống có nhiều kho báu do người Tàu trấn yểm”, cùng với sự quản lý không chặt chẽ của chính quyền, đã có một nhóm người nước ngoài nói tiếng Trung Quốc tới khảo sát rồi thuê người trong xã bí mật đào bới một tuần liên tục. Sau khi đạt được mục đích gì đó thì nhóm người nước ngoài kia liền rời khỏi địa phương trong đêm để lại khối kiến trúc bị phá một phần để xâm nhập vào trong. Việc đào bới về hướng Đông và nhất là hướng Nam này đã khiến cho mộ cổ bị phá hủy nghiêm trọng.
Tiếp đó, vào những năm 2003-2004, với nhu cầu cải tạo mở rộng đường chính từ tỉnh lộ 188 về trung tâm xã, chính quyền xã đã quyết định di chuyển toàn bộ mồ mả trên Đống rồi dùng toàn bộ số đất của khu mộ cổ để tôn đường rải nhựa. Cùng với việc một số làng xung quanh lấy gạch mộ cổ về rải đường xóm. nên ngôi mộ cổ Đống Cao đã bị phá hủy hoàn toàn vào năm 2005.
Ngày nay, nói về mộ cổ Đống Cao, người ta chỉ còn thấy một khu đất cỏ mọc um tùm cạnh nhà văn hóa thôn Hưng Hoà với một sự tiếc nuối không thể diễn tả thành lời.